# Iljušin Il-102
Iljušin Il-102 byl sovětský bitevní letoun vyvinutý na počátku 80. let 20. století konstrukční kanceláří OKB Iljušin. Navazoval na starší projekty Iljušin Il-40 a Il-42. Jeden prototyp byl dokončen a dva zůstaly rozestavěné. Il-102 nebyl vybrán pro sériovou výrobu, neboť sovětské letectvo již provozovalo konkurenční bitevní letoun Suchoj Su-25.

## Vývoj

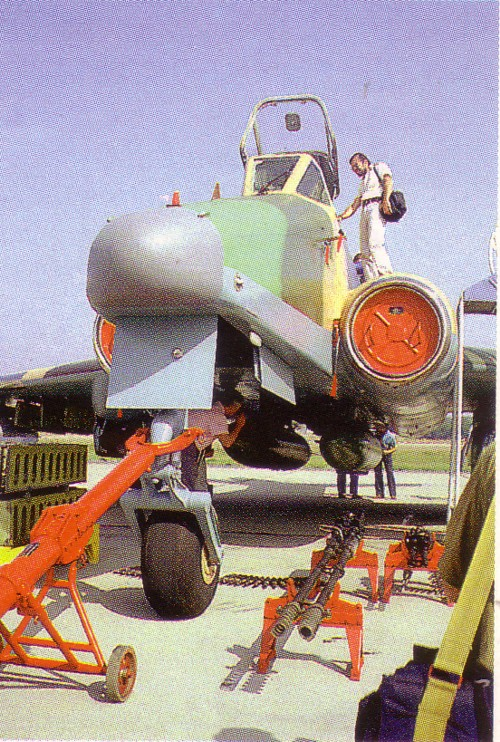
Il-102

Za druhé světové války se velmi osvědčil sovětský dvoumístný bitevní letoun Iljušin Il-2. Dalším rozvinutím jeho koncepce vznikl vylepšený Iljušin Il-10, který byl standardní poválečnou výzbrojí sovětských bitevních pluků. Poté přišel nepovedený Iljušin Il-20 a od roku 1948 vyvíjený proudový Iljušin Il-40, který byl později na základě zkoušek přepracován na model Il-40-2. Roku 1955 byla zahájena příprava sériové výroby v následujícím roce však byl projekt zrušen, neboť se změnila sovětská doktrína. Nově byla upřednostňována raketová vojska a letecké bitevní pluky měly být zrušeny. Letectvo se zaměřilo na taktické jaderné zbraně dopravované na cíl stíhacími bombardéry (např. Suchoj Su-7B), které v konvenční roli doplňovaly upravené starší stíhací letouny (např. MiG-15).
Brzy se ukázalo, že to byl chybný přístup a roku 1968 byly vypsány požadavky na nový bitevní letoun. Letoun měl nést silné pancéřování a být vyzbrojen neřízenou výzbrojí (rakety a pumy). OKB Suchoj nabídla projekt T-8, který však byl odmítnut. Roku 1969 byly vypsány upravené požadavky, na které zareagovaly čtyři společnosti: Suchoj nabídl přepracovaný projekt T-8, Jakovlevova kancelář typ Jak-LŠ, Mikojanova kancelář upravený MiG-21 a Iljušin dvoumístný letoun Il-42, který byl modernizovanou verzí Il-40-2. Do užšího výběru se dostaly kanceláře Suchoj a Mikojan, přičemž do sériové výroby se dostal letoun Suchoj Su-25.
Navzdory neúspěchu se Iljušinova kancelář rozhodla vyvinout nový letoun Il-102 obdobné koncepce se zlepšenými výkony. V lednu 1982 byl prototyp předveden vedení ministerstva a představitelům letectva. Ministerstvo obrany o letoun neprojevilo zájem a ministr obrany nařídil vývoj zastavit. Vedení kanceláře přesto ve vývoji bez souhlasu pokračovalo, letoun přejmenovalo na OES-1, část prací přesunulo mimo kancelář a zkoušky prototypu do Běloruska. První prototyp Il-102 poprvé vzlétl 25. září 1982. V letech 1982–1984 prototyp absolvoval přes 360 zkušebních letů v délce přes 250 letových hodin. Sovětské letectvo jej nepřijalo a roku 1984 měl být zakonzervován. Prosadit zavedení Il-102 se Iljušin znovu neúspěšně snažil v letech 1985–1987.
Roku 1992 byl prototyp s výzbrojí vystaven na moskevském aerosalónu MosAeroshov (od roku 1993 MAKS), kde vyvolal obrovskou pozornost veřejnosti. Prototyp byl později vystaven u vstupu na letiště Žukovskij. Dva další rozpracované letouny nebyly dokončeny.

## Konstrukce

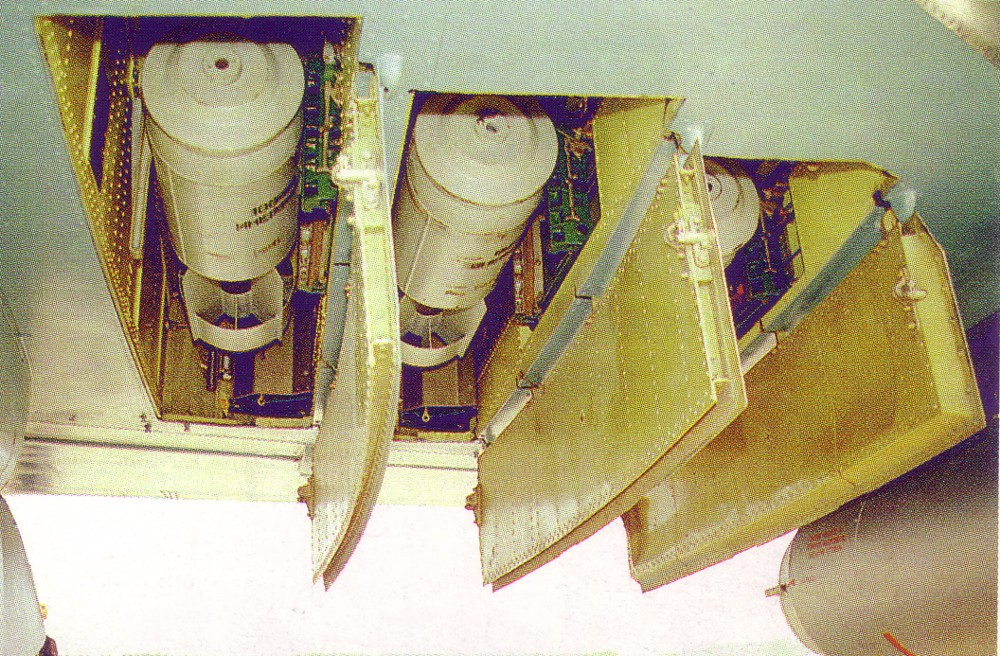
Trojice malých křídelních pumovnic

Il-102 je dvoumotorový dvoumístný proudový dolnoplošník se dvěma dvouproudovými motory Izotov I-88 umístěnými v kořenech křídla. Mezi pancéřovanými kabinami pilota a střelce je umístěna palivová nádrž. Posádka seděla na vystřelovacích sedadlech K-36L. Střelec ovládal 23mm kanón GŠ-23L s 650 náboji v ocasním střelišti. Ten sloužil také pro postřelování pozemních cílů. Zároveň sloužil jako zbraňový operátor ostatní výzbroje. Pilot ovládal dvouhlavňový 30mm kanón GŠ-301 se zásobou 500 nábojů, lafetovaný pohyblivě v podtrupové gondole NUV-102-1. Další výzbroj letoun nesl na šest podkřídelních a dvou podtrupových závěsnících a v šesti malých křídelních pumovnicích. Celkem šlo o 7200 kg nákladu. Výzbroj tvořily především raketnice UB-32 pro 57mm neřízené střely S-5 (32 ks), raketnice B-8V pro 80mm neřízené střely (20 ks), raketnice B-13L pro 122mm neřízené střely (5 ks), letecké pumy do ráže 500 kg, kanónové kontejnery, nebo protiletadlové řízené střely R-60M a R-73.

## Specifikace (Il-102)

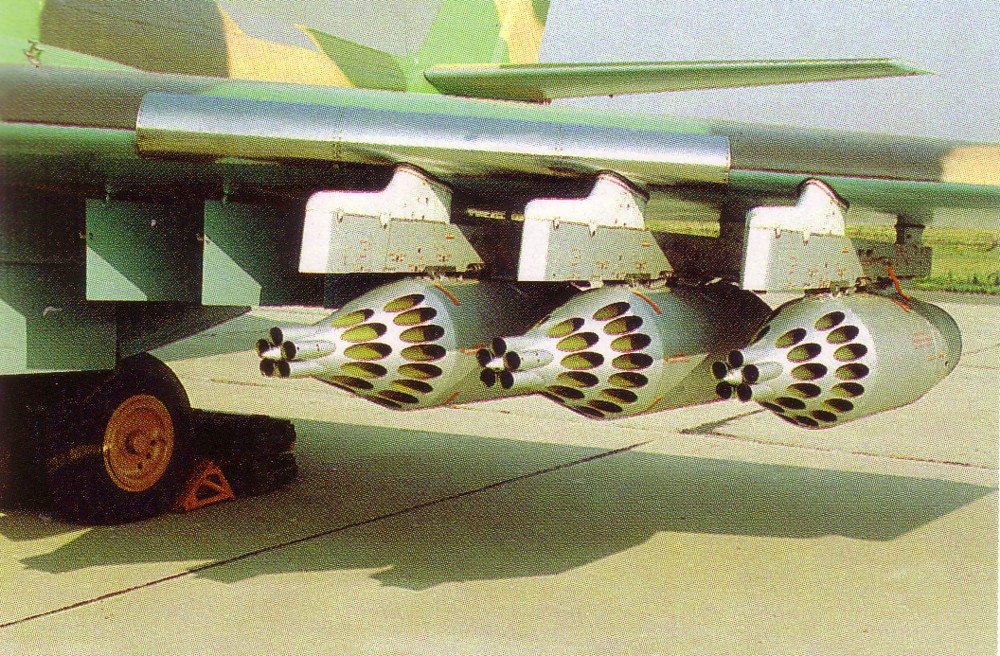
Trojice raketových bloků pro neřízené střely pod levým křídlem. Vidět jsou také otevřené kryty křídelních pumovnic.

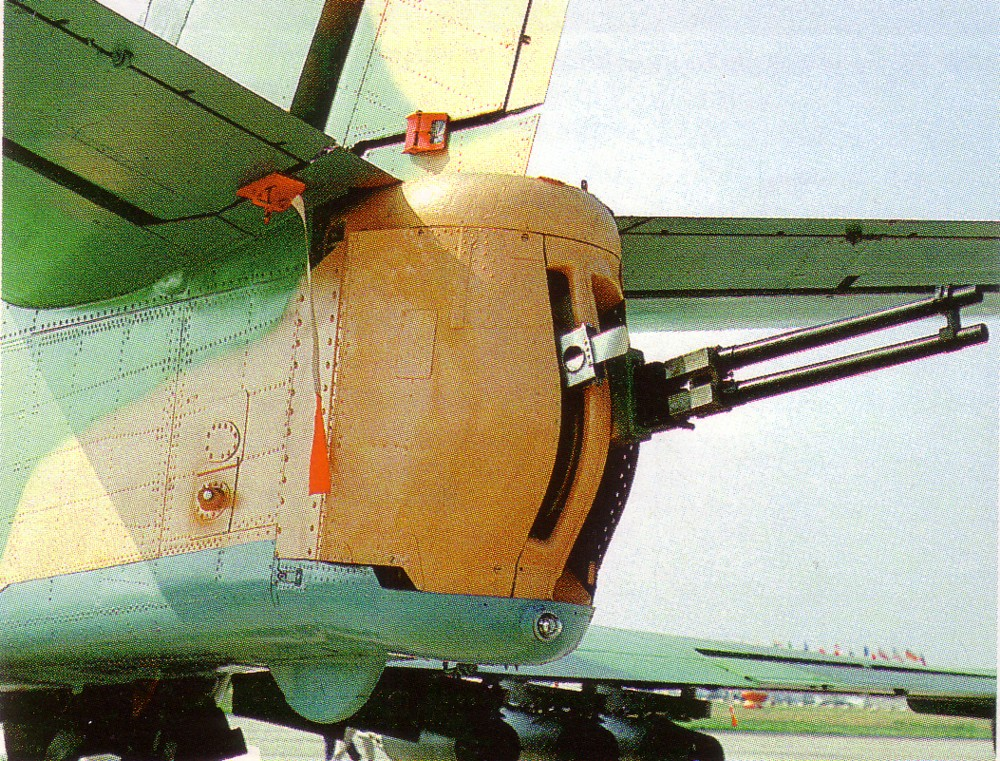
Dálkově ovládané ocasní střeliště s 23mm kanónem

### Technické údaje
- Osádka: 2
- Rozpětí: 16,98 m
- Délka: 17,75 m
- Výška: 5,08 m
- Nosná plocha: 63,5 m²
- Hmotnost prázdného stroje: 11 250 kg
- Maximální vzletová hmotnost: 22 000 kg
- Pohonné jednotky: 2× dvouproudový motor Izotov I-88, každý o tahu 52,8 kN

### Výkony
- Maximální rychlost: 950 km/h
- Cestovní rychlost: 850 km/h
- Minimální rychlost: 203 km/h
- Dostup: 10 000 m
- Dolet: 800 km
- Dolet s maximální výzbrojí: 600 km
- Dolet přeletový: 3000 km
- Délka vzletu: 640 m
- Délka přistání: 600 m
- Zrychlení z min. rychlosti na max.: 45 s
- Zpomalení z max. rychlosti na min.: 45 s
- Minimální poloměr bojové zatáčky: 550 m
- Délka bojové zatáčky: 26 s
- Maximální povolené přetížení: -2 G až + 5G (čistá konfigurace), -1 G až +2,5 G (s obsazenými závěsníky)

### Výzbroj
- 1× 30mm kanón GŠ-301
- 1× 23mm dvojkanón GŠ-23L
- 6 podkřídelních závěsníků, 2 podtrupové závěsníky a 6 pumovnic v křídle pro až 7200 kg výzbroje